# Shabeh
 (août 2025).
La mise en forme du texte ne suit pas les recommandations de Wikipédia : il faut le « wikifier ».
Les points d'amélioration suivants sont les cas les plus fréquents. Le détail des points à revoir est peut-être précisé sur la page de discussion.
- Les titres sont pré-formatés par le logiciel. Ils ne sont ni en capitales, ni en gras.
- Le texte ne doit pas être écrit en capitales (les noms de famille non plus), ni en gras, ni en italique, ni en « petit »…
- Le gras n'est utilisé que pour surligner le titre de l'article dans l'introduction, une seule fois.
- L'italique est rarement utilisé : mots en langue étrangère, titres d'œuvres, noms de bateaux, etc.
- Les citations ne sont pas en italique mais en corps de texte normal. Elles sont entourées par des guillemets français : « et ».
- Les listes à puces sont à éviter, des paragraphes rédigés étant largement préférés. Les tableaux sont à réserver à la présentation de données structurées (résultats, etc.).
- Les appels de note de bas de page (petits chiffres en exposant, introduits par l'outil «  Source ») sont à placer entre la fin de phrase et le point final[comme ça].
- Les liens internes (vers d'autres articles de Wikipédia) sont à choisir avec parcimonie. Créez des liens vers des articles approfondissant le sujet. Les termes génériques sans rapport avec le sujet sont à éviter, ainsi que les répétitions de liens vers un même terme.
- Les liens externes sont à placer uniquement dans une section « Liens externes », à la fin de l'article. Ces liens sont à choisir avec parcimonie suivant les règles définies. Si un lien sert de source à l'article, son insertion dans le texte est à faire par les notes de bas de page.
- La présentation des références doit suivre les conventions bibliographiques. Il est recommandé d'utiliser les modèles {{Ouvrage}}, {{Chapitre}}, {{Article}}, {{Lien web}} et/ou {{Bibliographie}}. Le mode d'édition visuel peut mettre en forme automatiquement les références.
- Insérer une infobox (cadre d'informations à droite) n'est pas obligatoire pour parachever la mise en page.

Pour une aide détaillée, merci de consulter Aide:Wikification.
Si vous pensez que ces points ont été résolus, vous pouvez retirer ce bandeau et améliorer la mise en forme d'un autre article.
Le Shabeh, est une combinaison de méthodes de torture. Elle consiste à placer les détenus dans une position inconfortable et douloureuse (la «position Shabeh») en les y enchainant ou menottant. Les descriptions varient, puisqu'il s'agit d'additionner plusieurs paramètres et méthodes. La position « classique » consiste à attacher les mains et jambes du détenu à une petite chaise, inclinée en avant de manière à ce que la personne interrogée se trouve en position instable (illustration page 16).  
À cela s'ajoutent souvent des privations sensorielles, des privations de sommeil, et des souffrances physiques. Les personnes qui le subisse sont parfois contraintes d'écouter de la musique très forte non-stop, d'avoir la tête couverte d'un sac (souvent sale), et de se voir infliger d'autres souffrances pendant une période prolongée (généralement plusieurs jours, mais pouvant aller jusqu'à plusieurs mois). La privation de sommeil est causée par les conditions énoncées précédemment ou par la présence d'un garde chargé de garder les détenus éveillés.

D'autres sources, usent également de l'appellation pour décrire une autre méthode consistant à suspendre le prisonnier de sorte que ses pieds touchent à peine terre (Al Shabeh), des variantes existent, l'ajout d'une poulie par exemple mais ils peuvent aussi être suspendus la tête en bas (Shabeh inversé), ou encore suspendu par un seul membre, une main ou un pied (Shabeh latéral). Les victimes de ces méthodes sont souvent battues ou flagellées dans cette position. 
Les conséquences physiques incluent des gonflements des mains et pieds dus aux entraves, des dislocations des membres soutenant le poids du corps, la rupture de certains muscles ou encore des vertiges et nausées dues à l'afflux sanguin vers la tête en position de Shabeh inversé. Cette méthode a notamment été pratiquée en Syrie sous le régime baasiste.

## Le Shabeh dans le cas du GSS (Service de sécurité intérieure et de contre-espionnage d'Israël)
Dans de nombreux cas, le GSS (General Security Service aussi appelé Shin Bet ou encore Shabak) a complété et modifié le Shabeh comme suit :
- La méthode dite du « Réfrigérateur » qui consiste à exposer la personne interrogée à un climatiseur projetant de l'air froid directement sur elle. Le GSS utilise généralement cette méthode lorsque la personne interrogée est en Shabeh dans la salle d'interrogatoire. Cela peut durer un week-end ou encore davantage.

- Le Shabeh debout obligeant le détenu à se lever, les bras attachés derrière lui, souvent à un tuyau fixé au mur. Cela peut se poursuivre durant au moins 24h avec de très courtes pauses.

- Le Shabeh debout avec les bras du détenu tirés vers l'arrière et vers le haut, de sorte que le haut du corps soit forcé vers l'avant et vers le bas (illustration page 19[2]).

### Shabeh et interrogatoire
Certaines des méthodes de Shabeh sont utilisées pendant la période que le GSS appelle « attente de l'interrogatoire », c'est-à-dire lorsque le détenu n'est ni interrogé ni dans sa cellule, mais plutôt dans le couloir ou la cour. Certaines de ces méthodes sont également utilisées lorsque le détenu est interrogé. Pendant l'interrogatoire, qui peut durer des minutes ou des heures, le sac est généralement retiré, tout comme une partie ou la totalité des entraves et la musique est baissée. Cependant, le GSS mène généralement l'interrogatoire pendant que le détenu est assis sur une petite chaise, souvent au moins partiellement attaché et n'est toujours pas autorisé à dormir. Les entraves et sacs sont retirées lors des quelques minutes allouées pour manger ou se doucher.

### Durée
Dans le cas du GSS, il s'agit généralement du « Shabeh régulier » pendant plusieurs jours d'affilée, avec des pauses extrêmement courtes. Parfois, les interrogateurs privent totalement la personne interrogée de sommeil pendant plusieurs jours consécutifs. D'autres fois, le détenu est privé de sommeil par cycles de quarante-huit heures et est autorisé à dormir quelques heures (cinq maximum) dans la cellule ou la salle d'interrogatoire, puis est renvoyé en Shabeh pour quarante-huit heures supplémentaires. Cela se produit du dimanche au jeudi. Lorsque les interrogateurs partent en week-end, la plupart des détenus peuvent se détendre dans leur cellule jusqu'au dimanche. 
Cependant, dans certains endroits comme au Complexe russe (Moscovia Detention Centre (en)), à Jérusalem, le GSS a maintenu certains détenus en Shabeh pendant le week-end. Les détenus peuvent ainsi être maintenus en Shabeh pendant des semaines, voire des mois.

## La position de l'Etat d'Israël sur le sujet
Le GSS a admis avoir recours au Shabeh, du moins au « Shabeh classique » (en position assise). L'État soutient généralement que la plupart des méthodes consistant à enchaîner, à se couvrir la tête et à écouter de la musique forte sont des « mesures de sécurité » et ne sont pas des méthodes d'interrogatoire.
En effet, selon eux :
- Le fait de couvrir la tête est fait par crainte que la personne interrogée n'en identifie d'autres à ses côtés en attendant d'être interrogées.

- L'écoute de musique à un volume élevé « n'est pas fait pour opprimer le requérant, comme le prétend la requête, mais pour empêcher les personnes interrogées de parler avec d'autres détenus, ce qui pourrait nuire à leur interrogatoire ».

- Attacher le détenu à une petite chaise « est fait pour protéger la sécurité du centre de sécurité et des interrogateurs ».

En d'autres termes, toujours selon eux, ces actes ne sont pas des méthodes d'interrogatoire.
D'autre part, l'État d'Israël soutient que la privation de sommeil est nécessaire pour un « interrogatoire intensif ». L'État soutient en outre que les interrogateurs permettent généralement aux personnes interrogées de dormir pendant quelques heures après qu'elles ont été totalement privées de sommeil pendant quarante-huit heures.

### Interdiction
En septembre 1999, la Haute Cour de justice d'Israël a examiné plusieurs requêtes contestant la légalité des méthodes d'interrogatoire employées par le GSS, y compris le Shabeh, et dans une décision unanime, toutes les méthodes de force physique, y compris le maintien en position de Shabeh, ont été interdites,.
Mais ces méthodes pratiquées avant les années 2000 pourraient être toujours d'actualité dans le contexte du conflit israélo-palestinien.